# 莫朗斯
莫朗斯（法語：Maurens，法語發音：[moʁɛ̃s]）是法国多尔多涅省的一个旧市镇，属于贝尔热拉克区。2019年1月1日，莫朗斯与邻近的3个市镇合并为新市镇埃罗-克朗普斯-莫朗斯，莫朗斯为新市镇行政中心。

## 地理
莫朗斯（44°56'7"N, 0°29'1"E）面积22.58 平方千米，位于法国新阿基坦大区多爾多涅省，该省份为法国西南部内陆省份，是法國本土面积第三大的省，大致对应佩里戈尔地区，北起顺时针与夏朗德省、上维埃纳省、科雷兹省、洛特省、洛特-加龙省、吉倫特省和滨海夏朗德省接壤。
与莫朗斯接壤的市镇（或旧市镇、城区）包括：圣于连德克朗普斯、圣让代罗、拉韦西耶尔。
莫朗斯的时区为UTC+01:00、UTC+02:00（夏令时）。

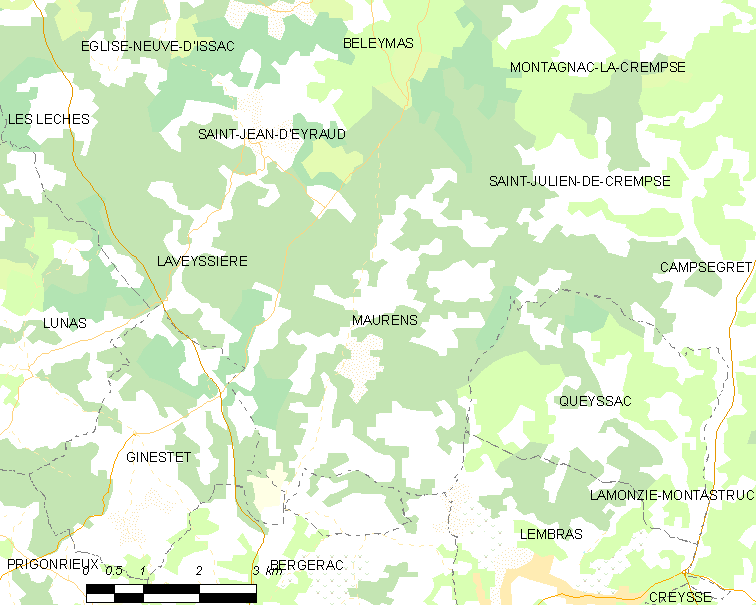
莫朗斯的OSM定位图

## 行政
莫朗斯的邮政编码为24140，INSEE市镇编码为24259。

## 政治
莫朗斯所属的省级选区为中佩里戈尔县。

## 人口

1962-2008年间莫朗斯人口变化图示

莫朗斯于2018年1月1日时的人口数量为1052人。